# 25e eeuw v.Chr.
De 25e eeuw v.Chr. (van de christelijke jaartelling) is de 25e periode van 100 jaar, dus bestaande uit de jaren 2500 tot en met 2401 v.Chr. De 25e eeuw v.Chr. behoort tot het 3e millennium v.Chr.

## Gebeurtenissen

### Europa
- ca. 2500 v.Chr. - bij Stonehenge wordt een megalithisch monument opgericht. Het monument bij het dorpje Amesbury in de Engelse graafschap Wiltshire, bestaat uit aardwerken rondom een cirkelvormig arrangement van grote staande stenen en is een van de beroemdste prehistorische locaties op aarde.
- ca. 2500 v.Chr. - De touwbeker- of standvoetbekercultuur maakt plaats voor de klokbekercultuur. De aarden beker in de vorm van een omgekeerde klok is het vormvoorbeeld van deze cultuur. De cultuur kent in het gebied van de Lage Landen een grote bloei. In Midden-Europa (Tsjechië) kent men de Únětice-cultuur.

### Armenië
- ca. 2500 v.Chr. - De Armeense voorouder Hayk Nahapet heeft de Armeense natie en het koninkrijk van Armenië gesticht, waardoor hij de strijd won van de Babylonische koning Bel.

### Griekenland
- ca. 2500 v.Chr. - In Griekenland begint de Vroeg-Helladische tijd (tot 1850 v.Chr.). In het Egeïsch gebied ontstaan verschillende culturen. In Griekenland zelf gaat het vooral om de boerencultuur. Het gebied omvat Argolis, Attika, Boeotië, Korinthe, Phokis en Thracië.

### Mesopotamië
- ca. 2500 v.Chr. - Rond deze tijd vestigen de Assyriërs zich aan de bovenloop van de Tigris. Assur is de oppergod, en zijn naam wordt gegeven aan de hoofdstad van Assyrië.
- In de tweede helft van deze eeuw strijden vier machten om de hegemonie in de Jazira: Ebla, Abarsal, Nagar en Mari. Andere partijen zijn Armi(um) (Samsat) en in mindere mate Urkesh (Tell Mozan).[1]

### Sumer
- ca. 2500 v.Chr. - Mesannipade sticht de 1ste dynastie van Ur in het Sumerische Rijk. (In 1922 zal men 16 graven van koningen en koninginnen ontdekken in deze streek.) Ur-Nanshe bevrijdt zijn stad van de hegemonie van Kish, en leidt de 1ste dynastie van Lagasj in (tot 2360 v.Chr.). Zijn zoon Eannatum en diens opvolgers veroveren Lagash, Ur, Uruk, Larsa, Kish en Nippur, en dringen door tot aan de Middellandse Zee.
- De Sumeriërs passen het verbranden van zwavel toe als een bestrijdingsmiddel van ongedierte.
- De politieke situatie in Sumer is erg ingewikkeld. Er is een groot aantal stadstaten (zie Lijst van koningen van Sumer). Aanvankelijk is Kish de dominante stad die probeert de geschillen tussen de diverse steden te beslechten.
- ca. 2490 v.Chr. - Ush van Umma verbreekt het door Kish opgelegde grensverdrag met Lagash en bezet de vruchtbare Guedina-streek.
- Met Ur-Nanshe komt er een krachtige vorst (ensi) op de troon van Lagash. Er is sprake van contacten met, mogelijk zelfs schatting uit Dilmun.
- Door toedoen van Enshakushanna van Uruk verzwakt de positie van Kish danig, de stad wordt zelfs ingenomen.
- ca. 2460 v.Chr. - Akur-Gal volgt Ur-Nanshe op. Umma valt opnieuw Lagash aan.
- ca. 2450 v.Chr. - Eannatum wordt ensi van Lagash. Hij doet veel aan herstel van de schade aangericht door Umma.

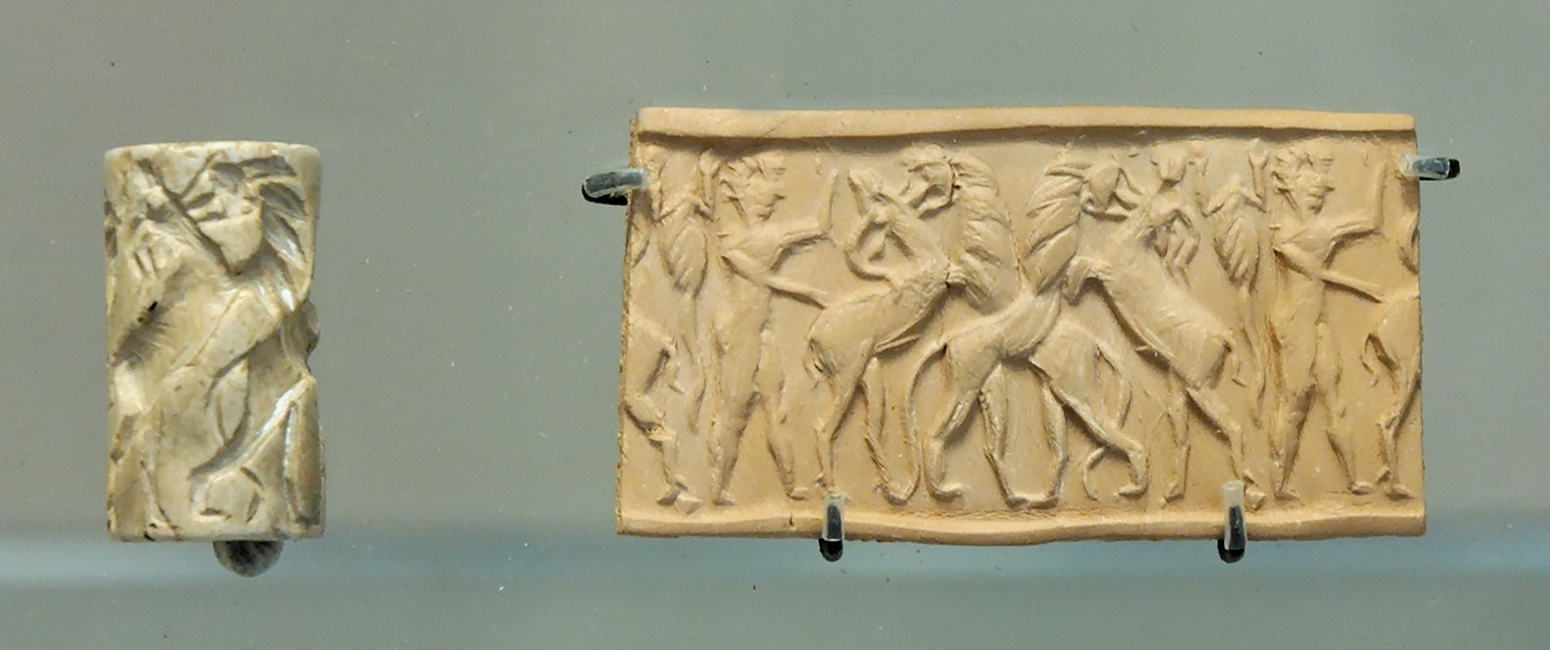
Cilinderzegel uit Mari

- ca. 2440 v.Chr. - Eannatum weet zijn buren in oost en west te veslaan en bevrijdt de Guedina op Umma. Enakalle van Umma wordt gedwongen tot een vernederende vrede.
- Eannatum weet ook de noordelijke stad Akshak te verslaan en roept zichzelf uit tot lugal (koning) van Kish. Lagash eist hiermee de positie van hoofdstad van Sumer op, maar deze eis wordt zeker niet door alle steden aanvaard.
- ca. 2430 v.Chr. - De hegemonie van Lagash wordt van alle kanten bestreden. Zowel Elam, Kish als Umma en zelfs Mari mengen zich in de strijd.
- ca. 2420 v.Chr. - Waarschijnlijk sneuvelt Eannatum. Zijn broer Enannatum I neemt een benarde situatie van hem over.
- ca. 2410 v.Chr. - Kroonprins Entemena van Lagash weet een aantal belangrijke overwinningen te boeken, maar de positie van Lagash is danig verzwakt. Kish schijnt weer zijn positie herwonnen te hebben.
- Onder koningin Kubaba is Sumer goeddeels herenigd, maar na haar dood valt het land weer uiteen.
- ca. 2400 v.Chr. - Entemena volgt zijn vader Enannatum I op.

### Egypte
- In de vroege 4e dynastie gaat men er bij de mummificatie toe over, de darmen van de gestorvene te verwijderen, waardoor daadwerkelijke conservering plaatsvindt. Voorbeeld is de moeder van de farao Cheops.
- ca. 2500 v.Chr. - Koning Sahoere (2496 - 2483 v.Chr.) de tweede farao van de 5e dynastie van Egypte. Hij leidt verschillende expedities naar de Sinaï.
- ca. 2480 v.Chr. - Koning Neferirkare (2483 - 2463 v.Chr.) de derde farao van Egypte (5e dynastie)
- ca. 2460 v.Chr. - Koning Sjepseskare (2463 - 2445 v.Chr.) de vierde farao van Egypte (5e dynastie). Ambtenaren worden beloond met percelen grond, waardoor het Egyptische Rijk verbrokkelt. Provinciaal gouverneurschap wordt erfelijk. Het ambt regeert onafhankelijk van de monarchie. Deze Periode is het begin van de zonnereligie: Re en Ra.
- ca. 2440 v.Chr. - Koning Neferefre (2445 - 2444 v.Chr.) de vijfde farao van Egypte (5e dynastie).
- Koning Nioeserre (2444 - 2414 v.Chr.) de zesde farao van Egypte (5e dynastie).
- ca. 2410 v.Chr. - Koning Menkaoehor (2414 - 2405 v.Chr.) de zevende farao van Egypte (5e dynastie).
- ca. 2400 v.Chr. - Koning Djedkare (2405 - 2367 v.Chr.) de achtste farao van Egypte (5e dynastie). Hij leidt een expeditie naar Poent en Byblos.

### Azië
- ca. 2500 v.Chr. - Kamelen worden gedomesticeerd in Iran en centraal Azië. Ongeveer 500 jaar later bereikt de tamme kameel Mesopotamië.

### India
- ca. 2500 v.Chr. - Rond deze tijd ontstaat in India de Harappa-cultuur tot 1800 v.Chr.. Er worden steden gebouwd rond een burcht, met baksteen opgetrokken en voorzien van kanalen. Er wordt verondersteld dat de Harappacultuur contact had met de Sumerische cultuur.

<< · 30e · 29e · 28e · 27e · 26e · 25e · 24e · 23e · 22e · 21e · >>